# Nschan Muntschjan
Nschan Muntschjan (armenisch Նշան Մունչյան; englisch Nshan Munchyan; * 24. Juni 1963 in Jerewan, Armenische SSR, Sowjetunion) ist ein ehemaliger armenischer Boxer.
Muntschjan gewann 1987 den Titel bei der Europameisterschaft. Bei den Weltmeisterschaften 1989 belegte er den Bronzemedaillenrang. 1993 wurde er bei den 7. Weltmeisterschaften im finnischen Tampere Weltmeister im Halbfliegengewicht. Nach einem 7:2-Punktsieg im Halbfinale über den US-Amerikaner Albert Guardado bezwang er im Finale den Bulgaren Daniel Petrow nach Punkten mit 8:6. Drei Jahre später nahm er an den Olympischen Spielen 1996 teil.